# Patrick Swirc

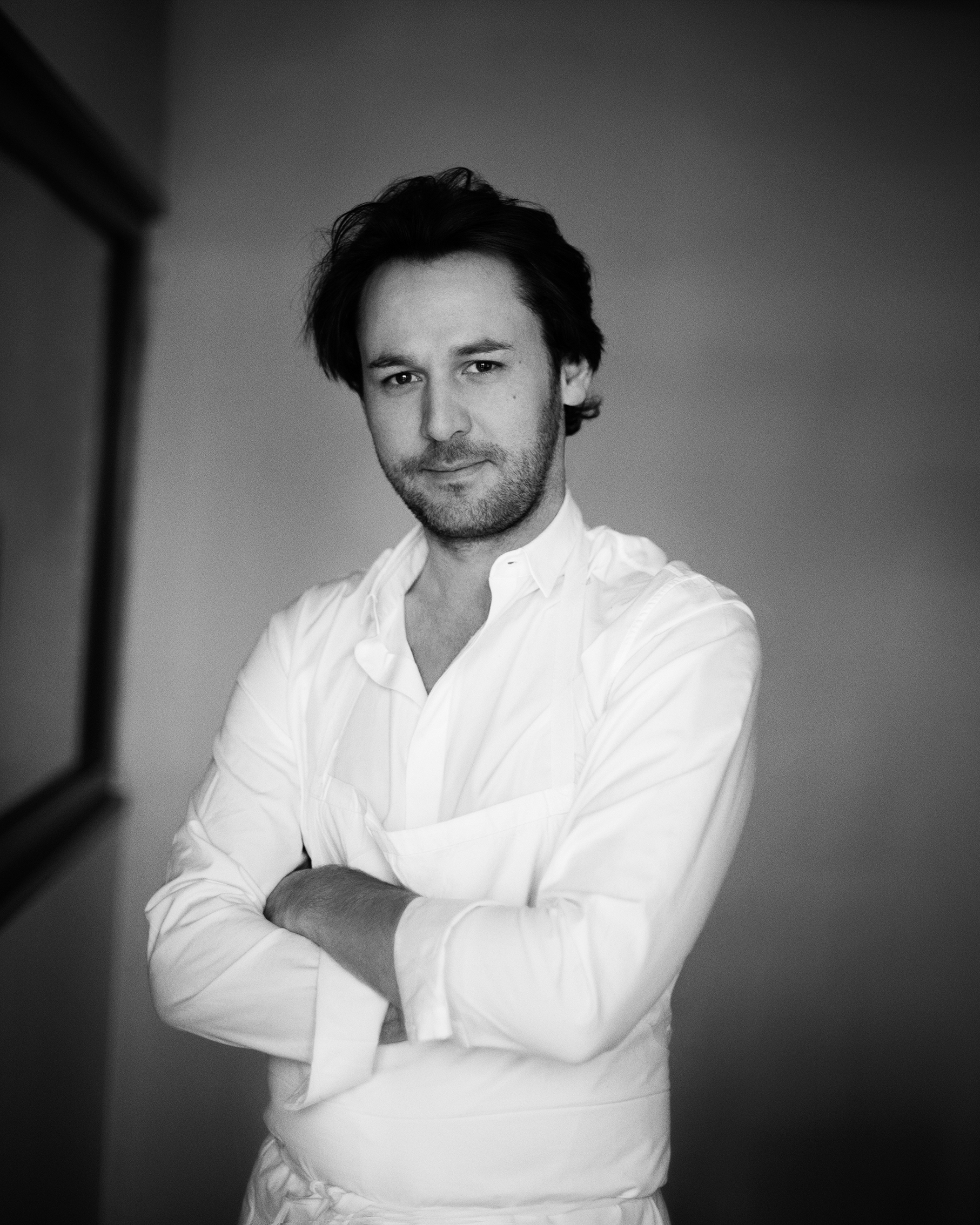
Patrick Swirc: MathieuPacaud, francouzský šéfkuchař

Patrick Swirc (* 1961, Saint-Etienne) je současný francouzský portrétní fotograf, který je známý svými portréty celebrit. Pravidelně spolupracuje s tiskem a také pořizuje fotografie z cest.

## Život a dílo
Začal studovat Vevey School of Photography ve Švýcarsku, ale školu nedokončil, poté se věnoval výtvarnému aktu, a v Paříži se začal fotografovat portréty. Spolupracoval s magazíny a vydavateli jako například Libération, Elle, Télérama, Studio či Time Magazine.
Fotografuje anonymní osoby i celebrity, odvážně využívá stín a nezvyklé obrazové kompozice. Rozhoduje o tom, která část člověka zůstane ve stínu a která se bude zobrazena. Zakrývání postavy však dosahuje i použitím různých atributů, kulis a dekorativních předmětů (rozmazané ruky, nebo hlavy jiného člověka). Podobně jako jeho vrstevník Nicolas Guérin i on se vrací k jednoduchému principu tvorby a nechává tak především vyniknout svůj model.

## Některé fotografované osobnosti
- Pedro Almodóvar
- Juliette Binoche
- Clint Eastwood
- Al Gore
- Ken Loach
- Bernard Thibault
- Wong Kar-wai

## Výstavy
- Rencontres d'Arles, 2008